# Pompilio Garcia
Pompilio Garcia ist ein uruguayischer Politiker.
Garcia gehört der Partido Colorado an. Er saß in der 36. Legislaturperiode als Abgeordneter für das Departamento Rivera vom 15. Februar 1951 bis zum 14. Februar 1955 in der Cámara de Representantes.

## Zeitraum seiner Parlamentszugehörigkeit
- 15. Februar 1951 – 14. Februar 1955 (Cámara de Representantes, 36.LP)